# Charlton, Oxfordshire
Charlton är en stadsdel i Wantage, i civil parish Wantage, i distriktet Vale of White Horse, i grevskapet Oxfordshire, i England. Charlton var en civil parish 1866–1934 när blev den en del av Wantage, Lockinge och Grove. Civil parish hade 394 invånare år 1931. Byn nämndes i Domedagsboken (Domesday Book) år 1086, och kallades då Cerletone.